# Table Rock (Oregon)
Table Rock (1895 és 1896 között Tablerock) az Amerikai Egyesült Államok északnyugati részén, Oregon állam Jackson megyéjében, a Rogue folyó közelében elhelyezkedő önkormányzat nélküli település. 1853 és 1856 között itt volt a Table Rock-i rezervátum.
Az 1872 és 1906 között létező posta első vezetője Thomas Gianini volt. A hivatal az évek során a két táblahegy körzetében több székhelyen működött.
A Southern Pacific Transportation Company vasútállomása 1949-ben nyílt meg.

## Fordítás
- Ez a szócikk részben vagy egészben  a   Table Rock, Oregon című angol Wikipédia-szócikk ezen változatának fordításán alapul.  Az eredeti cikk szerkesztőit annak laptörténete sorolja fel. Ez a jelzés csupán a megfogalmazás eredetét és a szerzői jogokat jelzi, nem szolgál a cikkben szereplő információk forrásmegjelöléseként.